# 瀧英男
瀧 英男（たき ひでお、1936年8月7日 - ）は、静岡県静岡市出身の元プロ野球選手（捕手）。
実弟に巨人の内野手で、V9時代に大活躍した瀧安治がいる。

## 来歴・人物
静岡県静岡市出身。静岡商時代は、1954年夏の甲子園に出場し、投手の松浦三千男（後に大阪タイガースでもチームメイトになる）とバッテリーを組んで、チームの準優勝に貢献した。松浦の他に、チームメイトには4番を打っていた興津達雄（のち広島）がいる。
1955年に大阪タイガースに入団。二軍のウエスタン・リーグでは、4月3日の開幕戦でスタメンマスクを被るなど活躍したが、一軍公式戦では3年間の在籍中、僅か1試合1打席の出場に留まった（しかもその打席は、併殺打に倒れた）。1957年限りで引退した。168cmと小柄な身体だったが、フィールディングに定評があったと伝わる。

## 詳細情報

### 年度別打撃成績
| 年 度     | 球 団     | 試 合 | 打 席 | 打 数 | 得 点 | 安 打 | 二 塁 打 | 三 塁 打 | 本 塁 打 | 塁 打 | 打 点 | 盗 塁 | 盗 塁 死 | 犠 打 | 犠 飛 | 四 球 | 敬 遠 | 死 球 | 三 振 | 併 殺 打 | 打 率 | 出 塁 率 | 長 打 率 | O P S |
| --------- | --------- | ----- | ----- | ----- | ----- | ----- | -------- | -------- | -------- | ----- | ----- | ----- | -------- | ----- | ----- | ----- | ----- | ----- | ----- | -------- | ----- | -------- | -------- | ----- |
| 1955      | 大阪      | 1     | 1     | 1     | 0     | 0     | 0        | 0        | 0        | 0     | 0     | 0     | 0        | 0     | 0     | 0     | 0     | 0     | 0     | 1        | .000  | .000     | .000     | .000  |
| 通算：1年 | 通算：1年 | 1     | 1     | 1     | 0     | 0     | 0        | 0        | 0        | 0     | 0     | 0     | 0        | 0     | 0     | 0     | 0     | 0     | 0     | 1        | .000  | .000     | .000     | .000  |

### 背番号
- 48 （1955年 - 1957年）